# Архиепархия Эворы
 Архиепархия Эворы (лат. Archidioecesis Eborensis) — архиепархия Римско-Католической церкви с центром в городе Эвора, Португалия. В митрополию Эворы входят епархии Бежи, Фару. Кафедральным собором архиепархии Эворы является церковь Успения Пресвятой Девы Марии.

## История
Епархия Эворы была образована конце III — начале IV века. Первые упоминания о епархии Эворы датируются 303 годом, когда епископ Квинциан принял участие в Эльвирском соборе. Первоначально епархия Эворы входила в митрополию Мериды (сегодня — архиепархия Мериды-Бадахоса). Во время завоевания Португалии арабами кафедра епархии Эворы была вакантной до 1147 года, когда страна была освобождена после Второго крестового похода. Епархия Эворы была восстановлена в 1166 году, войдя в митрополию Браги.
В 1394 году Римский папа Бонифаций IX выпустил буллу In eminentissimae dignitatis, которой присоединил епархию Эворы к митрополии Лиссабона.
29 сентября 1540 года Римский папа Павел III издал буллу Gratiae divinae praemium, которой возвёл епархию Эворы в ранг архиепархии, присоединив к митрополии Эворы епархию Фару и епархию Танжера (сегодня — архиепархия Танжера).
21 августа 1549 года, 9 июня 1579 года и 10 июля 1770 года архиепархия Эворы передала часть своей территории в пользу возведения новых епархий Порталегре (сегодня — Епархия Порталегре-Каштелу Бранку), епархии Элваша и Бежи.
30 сентября 1881 года епархия Элваша была упразднена и её территория отошла к архиепархии Эворы. 16 июля 1975 года архиепархия Эворы передала часть своей территории епархии Сетубала.

## Ординарии
...
- - епархия упразднена (715—1166);

...
- - вакантно (1654—1671);

...
- - вакантно (1715—1740);

...
- Жуакин де Санта-Клара Лопеш (22 июля 1816 — 11 января 1818);
  - вакантно (1818—1820);
- Патрисиу да Силва (21 февраля 1820 — 13 марта 1826);
  - вакантно (1826—1832);
- Фортунату де Сан-Бонавентура (24 февраля 1832 — 6 декабря 1844);

...
- Давид де Соуза (15 ноября 1965 — 26 октября 1981)
- Маурилиу де Говея (8 декабря 1981 — 8 января 2008)

- Жозе Франсишку Саншеш Алвеш (17 февраля 2009 — 26 июня 2018)
- Франсишку Сенра Коэлью (2 сентября 2018 — настоящее время)

## Источник
- Annuario Pontificio, Libreria Editrice Vaticana, Città del Vaticano, 2003, ISBN 88-209-7422-3.
- Pius Bonifacius Gams, Series episcoporum Ecclesiae Catholicae Архивная копия от 26 июня 2015 на Wayback Machine, Leipzig 1931, стр. 98-100  (лат.)
- Konrad Eubel, Hierarchia Catholica Medii Aevi, vol. 1 Архивная копия от 9 июля 2019 на Wayback Machine, стр. 236; vol. 2 Архивная копия от 4 октября 2018 на Wayback Machine, стр. 149; vol. 3 Архивная копия от 21 марта 2019 на Wayback Machine, стр. 191; vol. 4, стр. 181; vol. 5, стр. 192-193; vol. 6, стр. 206; vol. 7, стр. 184-185; vol. 8, стр. 257  (лат.)